# Horus obscurus
Espèce
Synonymes
- Garypinus obscurus Tullgren, 1907

Horus obscurus est une espèce de pseudoscorpions de la famille des Olpiidae.

## Distribution
Cette espèce se rencontre en Afrique du Sud et au Zimbabwe.

## Systématique et taxinomie
Cette espèce a été décrite sous le protonyme Garypinus obscurus par Tullgren en 1907. Elle est placée dans le genre Horus par Chamberlin en 1930.

## Publication originale
- Tullgren, 1907 : Zur Kenntnis aussereuropäischer Chelonethiden des Naturhistorischen Museums in Hamburg. Mitteilungen aus dem Naturhistorischen Museum in Hamburg, vol. 24, p. 21-75 (texte intégral).